# Arrest Defrenne/Sabena II
Het arrest Defrenne/Sabena II is een principiële uitspraak van het Europees Hof van Justitie van 8 april 1976 (zaak 43/75) inzake:
- directe horizontale werking van het gemeenschapsrecht in de verhouding tussen werkgever en werknemer,
- een recht op gelijke beloning van mannen en vrouwen die hetzelfde werk doen,
- de bevoegdheid van het Hof om de terugwerkende kracht van zijn prejudiciële uitleggingsarresten te beperken, gelet op dwingende overwegingen van rechtszekerheid in verband met de in geding zijnde openbare en particuliere belangen.[2]

## Casus
Gabrielle Defrenne werkte sinds 1951 als stewardess bij de Belgische luchtvaartmaatschappij Sabena tot ze op 16 februari 1968 op non-actief werd gesteld wegens het bereiken van de leeftijdsgrens van 40 jaar, die alleen in het arbeidscontract van vrouwelijk cabinepersoneel was opgenomen. Ze kreeg ontslag met een extra jaarsalaris als ontslagvergoeding.
Pas in 1966 werd bij Sabena een gelijke beloning van mannen en vrouwen ingevoerd. Voordien kreeg ze een lager uurloon in vergelijking met mannelijke werknemers (stewards) die hetzelfde werk deden.

## Procesverloop
In een rechtszaak tegen haar werkgever heeft het Hof van Justitie tweemaal uitspraak gedaan in de vorm van een prejudiciële beslissing. Defrenne deed een beroep op (rechtstreekse werking van) artikel 119 EEG-verdrag. In eerste instantie werden haar vorderingen op 17 december 1970 door de Arbeidsrechtbank te Brussel afgewezen. In hoger beroep heeft het Arbeidshof op 23 april 1975 een prejudiciële vraag gesteld over ongelijke verloning:
- Defrenne II: H.v.J. 8 april 1976, 43/75, ECLI:EU:C:1976:56, Jur. 1976 p. 455 (Defrenne vs Sabena).

Na afloop hiervan heeft het Arbeidshof Sabena veroordeeld (arrest van 24 december 1976) tot betaling van 12.716 frank achterstallig loon.
In hetzelfde arrest van 23 april 1975 heeft het Arbeidshof Defrenne in het ongelijk gesteld over andere arbeidsvoorwaarden waarbij vrouwen gediscrimineerd werden. Tegen dat deel van de uitspraak is Defrenne in cassatie gegaan. Het Hof van Cassatie (Cass. 28 november 1977, Arr. Cass., (1977-)1978, p. 345) stelde dan zelf ook weer een prejudiciële vraag, waaruit bleek dat er geen disciminatieverbod bij andere arbeidsvoorwaarden gold:
- Defrenne III: H.v.J. 15 juni 1978, 149/77, ECLI:EU:C:1978:130, Jur. 1978 p. 1365 (Defrenne vs Sabena).

Defrenne had tegelijk ook een rechtszaak aangespannen bij de Raad van State tegen koninklijk besluit van 3 november 1969 over de pensioenen voor het boordpersoneel. In die zaak had het Hof al eerder een prejudiciële beslissing gegeven (prejudiciële vraag gesteld door de Raad van State op 4 december 1970):
- Defrenne I: H.v.J. 25 mei 1971, 80/70, ECLI:EU:C:1971:55, Jur. 1971 p. 445 (Defrenne vs Belgische Staat).

Na afloop hiervan heeft de Raad van State het beroep van Defrenne afgewezen op 10 december 1971.
Alleen in het arrest Defrenne II is de stewardess in het gelijk gesteld. Dit werd een standaardarrest met belangrijke gevolgen voor de rechtsontwikkeling. Beseffend dat zijn uitspraak onverwachte gevolgen had, heeft het Hof van Justitie bepaald dat de nieuwe interpretatie niet gold voor "loonaanspraken over tijdvakken voorafgaande aan de dag waarop dit arrest is uitgesproken", behalve wanneer een werknemer al een proces had opgestart.

## Uitspraak Hof

### Defrenne II
In Defrenne II (zaak 43/75) heeft het Hof geoordeeld dat artikel 119 van het verdrag rechtstreeks kan worden ingeroepen in een geschil dat aan een nationale rechter ter beoordeling wordt voorgelegd inzake ongelijke verloning van mannen en vrouwen. Artikel 119 EEG-verdrag (thans artikel 157 VwEU) heeft zowel verticale als horizontale rechtstreekse werking. Het Hof van Justitie beklemtoonde ook de fundamentele waarde die de gemeenschap (sic) hecht aan gelijke beloning tussen mannen en vrouwen.
Ten vervolge van deze uitspraak werd Sabena verplicht om Gabrielle Defrenne voor de periode 1962 – 1966 hetzelfde (hogere) loon uit te betalen dat ze als steward zou hebben ontvangen.

### Defrenne III
In dit arrest (zaak 149/77) heeft het Hof beslist dat art. 119 EEG-verdrag beperkt moet worden uitgelegd, zodat het alleen betrekking heeft op het probleem van salarisdiscriminatie tussen mannelijke en vrouwelijke werknemers en niet (ook) de gelijkheid van de andere op mannelijke en vrouwelijke werknemers toepasselijke arbeidsvoorwaarden voorschrijft.